# Leonard Floyd
Leonard Cornelius Floyd (* 8. September 1992 in Atlanta, Georgia) ist ein US-amerikanischer American-Football-Spieler in der National Football League (NFL). Er spielt für die Atlanta Falcons als Outside Linebacker.

## NFL
Die Chicago Bears wählten Floyd in der ersten Runde mit dem neunten Pick des NFL Draft 2016 aus.
Am 27. Mai 2016 unterzeichneten die Chicago Bears mit Floyd einen Vierjahresvertrag über 15,78 Millionen Dollar, wovon 15,33 Millionen Dollar garantiert sind. Zudem erhielt er einen Signing Bonus in der Höhe von 9,67 Millionen Dollar.
In vier Spielzeiten für die Bears kam er nur auf 18 Sacks, sodass sie den Vertrag mit ihm nicht verlängerten. Daraufhin unterschrieb Floyd 2020 einen Einjahresvertrag bei den Los Angeles Rams. Er erzielte 10,5 Sacks und zwei weitere Sacks in den Play-offs. Im März 2021 verlängerten die Rams den Vertrag mit Floyd für 64 Millionen Dollar um vier Jahre.
In der Saison 2021 gewann Floyd mit den Los Angeles Rams den Super Bowl LVI.
Am 10. März 2023 wurde Floyd von den Rams entlassen.
Am 6. Juni 2023 nahmen die Buffalo Bills Floyd unter Vertrag.
Im März 2024 unterschrieb Floyd einen Zweijahresvertrag im Wert von 20 Millionen US-Dollar bei den San Francisco 49ers. Er erzielte in der Saison 2024 8,5 Sacks für die 49ers. Nach der Saison wurde er im März 2025 entlassen. Daraufhin unterschrieb er einen Einjahresvertrag über 10 Millionen US-Dollar bei den Atlanta Falcons.